# Konfederace politických vězňů České republiky
Konfederace politických vězňů České republiky (KPV ČR) je sdružením bývalých politických vězňů komunistického režimu v Československu a jejich rodinných příslušníků. Kromě toho sdružuje také osoby, které z politických důvodů opustily Československo a dostaly politický azyl, a osoby, které se zapojily do odboje proti komunistickému režimu.

## Popis
Organizace od roku 1990 prosazuje úplné rehabilitace a materiální odškodnění bývalých politických vězňů-nekomunistů, uplatňuje svůj politický vliv ve prospěch zákazu činnosti KSČM a ve prospěch cenzury této strany, usiluje o zákaz působení bývalých členů KSČ a politicky aktivních přívrženců vlády KSČ ve státních a veřejných funkcích. Spolupracuje k dosažení svých cílů s politickými stranami pravice a politického středu. Konfederaci politických vězňů (KPV) ustavil 30. ledna 1990 na pražském Výstavišti sjezd 5000 bývalých politických vězňů, je nástupnickou organizací K 231. O přejmenování KPV na KPV ČR na webu konfederace chybí informace. Klub bývalých politických vězňů (K 231) vznikl v roce 1968, ale byl potlačen po invazi vojsk do Československa.
Účastní se řady pietních aktů, které spolupořádá, souvisejících s bojem za demokracii v Česku (kolem 27.6. u Pomníku obětem zločinů komunismu v Praze na Újezdě, u symbolického hrobu dr. Milady Horákové na Vyšehradě, 7. března a 14. září ve výroční dny prezidenta Osvoboditele T.G. Masaryka na pietním místě Lány.

## Historie

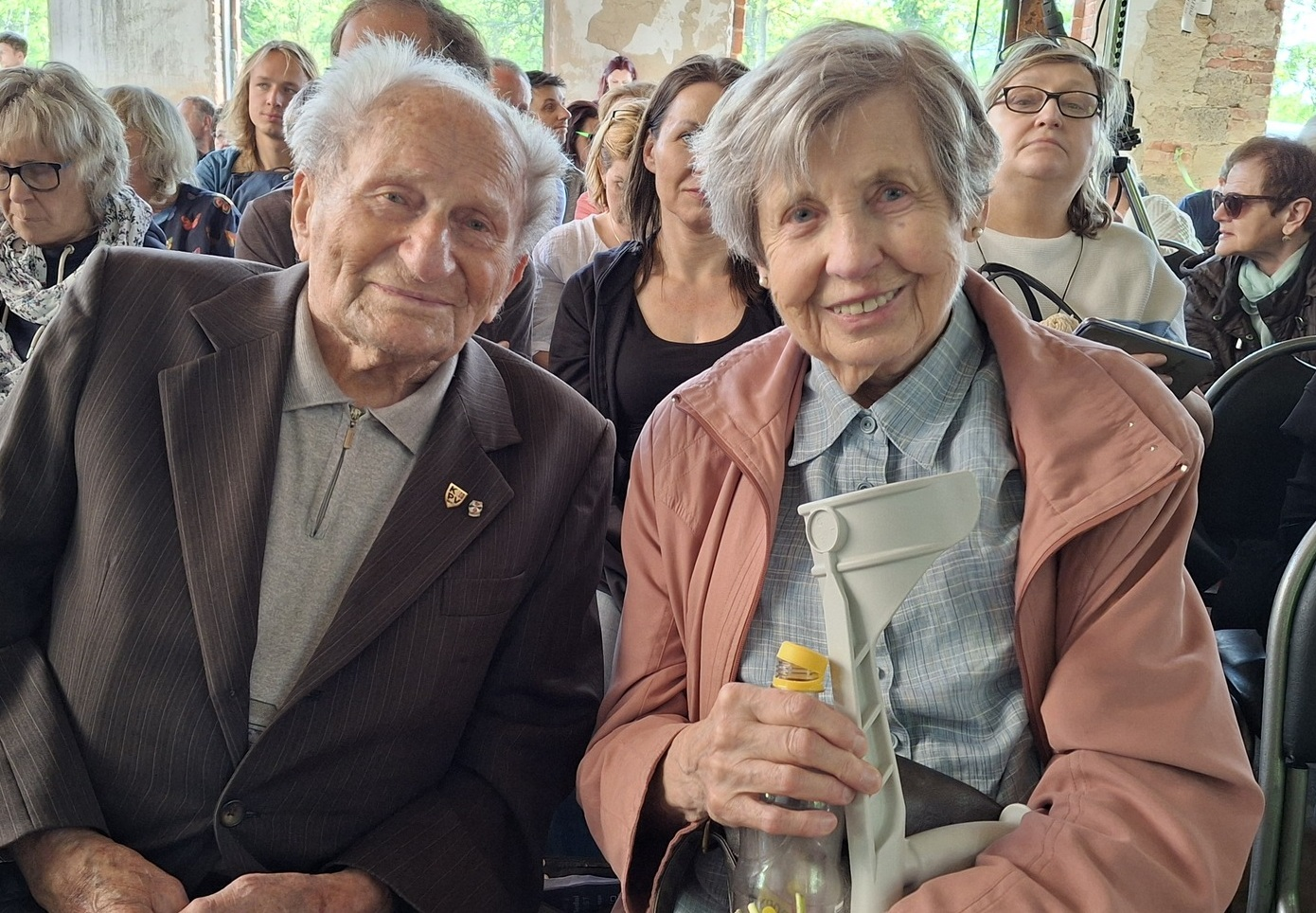
František Wiendl, čestný předseda KPV ČR a Milena Blatná, předsedkyně KPV ČR, na festivalu Řetízkárna 2025 v Jáchymově

Organizace v roce 1990 volně navázala na činnost organizace K231. Zasadila se o rehabilitaci nespravedlivě odsouzených a v mnoha případech o materiální náhrady za prožité utrpení. Mnozí členové prošli komunistickými koncentračními tábory v totalitní fázi komunistického režimu, tedy v 50. letech 20. století. Podmínky v těchto táborech byly nastaveny likvidačně, když vedle různých metod mučení a ponižování, nechvalně známých z německých koncentračních táborů, byli vězni záměrně vystaveni působení uranové rudy bez jakýchkoliv ochranných prostředků.
Členové organizace se po roce 1990 zúčastnili mnoha pietních aktů a besed, například ve školách, některé významné akce organizace pořádala či spolupořádala.
Tuto činnost organizace vykonávala do roku 2015 bez zásadních problémů. Ty nastaly sněmem z roku 2015, jehož usnášeníschopnost, včetně volby předsednictva, významná část členů zpochybňovala a iniciovala soudní spor, ve kterém v říjnu 2018 první instance dala za pravdu členům, kteří sněm z roku 2015 zpochybňovali.
Osoby, které v tomto období operovali jako předsednictvo, jehož legitimita byla zpochybňována, plánovali ukončení činnosti organizace k 31. prosinci 2019 a zahájili řadu majetkových transakcí. Významná část členů si ukončení činnosti však nepřála a naopak měla vizi o pokračování v práci.

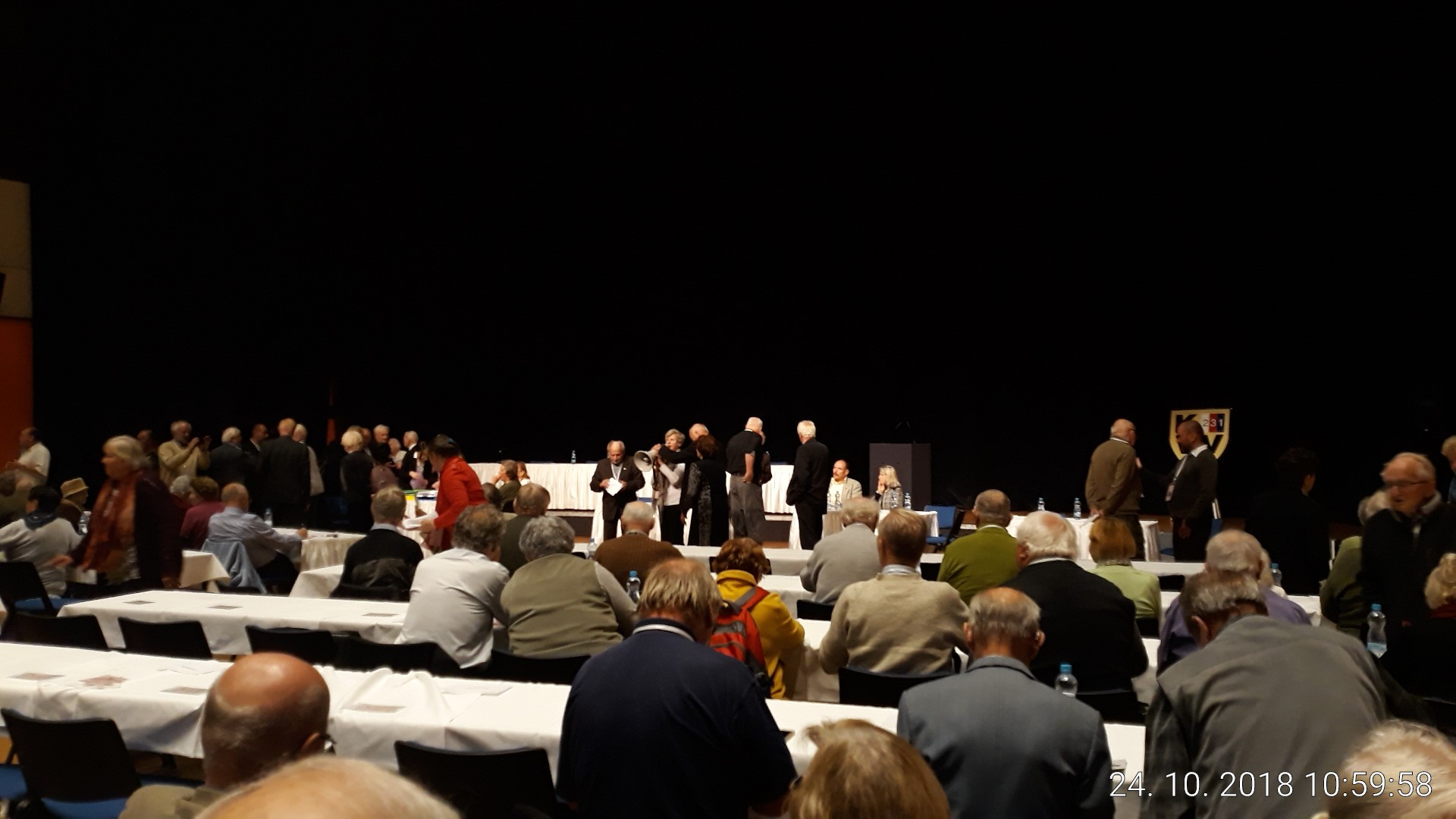
Po oficiálním ukončení pokusu o sněm KPV ČR 24. října 2018 v Kongresovém centru v Praze skupina členů pronáší projevy k situaci KPV pomocí ručního megafonu.

Na 24. října 2018 byl do Kongresového centra v Praze svolán sněm, který však nebyl usnášeníschopný – dostavilo se zhruba 230 členů, dle stanov je požadavek na 50% účast (24. října 2018 byl celkový počet členů 1440). Po delším projevu jednoho z představitelů zpochybňovaného předsednictva byl ústně oznámen termín náhradního sněmu na 14. listopadu 2018 a pokus o sněm byl prohlášen za ukončený. Pořadatelé se stáhli a došlo k vypnutí mikrofonů, i když se celá řada členů domáhala diskuze. Nakonec proběhlo několik projevů a diskuze pomocí ručního megafonu, kdy vystoupili kritici současného zpochybňovaného vedení organizace. Tomuto se zprvu snažila bránit pořadatelská služba. Krátce se v sále objevili dva příslušníci městské policie, ale po několika minutách sál opustili. Po opuštění sálu pokračovala v předsálí živá debata o budoucím směřování organizace.
14. listopadu 2018 se uskutečnil v nové budově Národního muzea v Praze náhradní sněm, který však, jako předchozí, nebyl schopný usnášení.
2. července 2019 určil Městský soud v Praze pana Otakara Tulačku (stávajícího předsedu pobočky KPV Domažlice) soudním opatrovníkem KPV ČR.
30. listopadu 2019 se uskutečnil celostátní sněm v pražské Právnické fakultě. Sněm svolali členové konfederace, kteří již dříve vyjadřovali nespokojenost s pomalým postupem soudního opatrovníka.
11. prosince 2019 se uskutečnil náhradní celostátní sněm v jednacím sále hotelu Legie v Praze. Předsedkyní organizace byla zvolena paní Ing. Milena Blatná, vedoucí pobočky KPV Brno. Čestným předsedou byl zvolen zakládající člen KPV pan František Wiendl.
Soudní opatrovník však s tímto postupem nesouhlasil, výsledky sněmu z 11. prosince 2019 neuznal a na 4. března 2020 sám svolal sněm, který byl ale bezprostředně po zahájení ukončen pro neschopnost usnášení, kvůli malému počtu přítomných členů (41) a předložených plných mocí (48).
5. března 2020 byl Otakar Tulačka zápisem městského soudu v Praze zbaven svého jmenování. Platným statutárním orgánem KPV ČR se s okamžitou platností stalo předsednictvo KPV ČR - předsedkyně Ing. Milena Blatná a místopředseda Miroslav Kopt.
Následovaly další právní kroky obou stran, soudní spor pokračoval až do 3. října 2023, kdy nabyl právní moci rozsudek Vrchního soudu v Praze, který dává za pravdu předsednictvu zvolenému 11. prosince 2019. Tehdy zvolený místopředseda, Miroslav Kopt, mezitím zemřel.
29.2.2024 bylo zapsáno nové vedení KPV, kde předsedkyní zůstala Ing. Milena Blatná. Záznam schůze natáčel Pavel Horák .
11.10.2024 proběhl sjezd delegátů KPV, kde se delegáti usnesli, že Věž smrti převedou na Národní památkový ústav.
24.2.2025 nabylo právní moci rozhodnutí soudu č.j. 4 T 59/2024, který odsoudil Jana Váňu k úhradě 2.184.818,05 Kč. Dále k odnětí svobody ve výměře 2 let se zkušební dobou 4 roky. A Gabrielu Žďánskou k odnětí svobody 14 měsíců se zkušební dobou 24 měsíců. Oba dále musí uhradit společně a nerozdílně 820 973 Kč. Dopustili se zkreslování údajů o stavu hospodaření a jmění KPV. 

## Spor o ukončení činnosti konfederace
Členové konfederace, kteří byli skutečnými politickými vězni (muklové) stárnou, ve svém pokročilém věku jsou často trvale upoutání na lůžko, nemohou se účastnit sněmů, a nezřídka i opouštějí tento svět. Do konfederace ale postupně vstupovali noví členové, zejména jejich příbuzní a potomci. Počet nemuklů začal převažovat nad počtem muklů. Přesto že je vstup potomků politických vězňů umožněn ve stanovách organizace, začalo bývalé vedení organizace uvažovat o ukončení činnosti. Konfederace proto nebyla přirozeně omlazována, ale uměle vedena k zestárnutí a k zániku. Návrh na likvidaci konfederace bez povinného souhlasu a vědomí členské schůze byl soudem dne 24. 7. 2019 odmítnut. V souladu s usnesením členské schůze z 26. září 2018 přijímá od července 2019 KPV nové členy z řad potomků, kterým tato možnost byla celé roky dříve upírána.